# 凸小囊蛤
凸小囊蛤（學名：Saccella confusa），又名問題彎錦蛤，弯锦蛤目弯锦蛤科的一种。舊屬弯锦蛤属，今屬小囊蛤属。

## 分佈
主要分布于中国大陆、台湾，常栖息在水深16－42米软泥底。

## 外部連結
- 凸小囊蛤的图片 （页面存档备份，存于）